# ستيفانو باريرا
ستيفانو باريرا (بالإيطالية: Stefano Barrera)‏ هو مبارز بالسيف إيطالي، ولد في 12 يناير 1980 في سرقوسة في إيطاليا.

## وصلات خارجية
- ستيفانو باريرا على موقع الاتحاد الدولي للمبارزة (الإنجليزية)
- ستيفانو باريرا على موقع CONI honoured athlete website (الإيطالية)